# Oxford’s Men
Die Earl of Oxford’s Men, auch Oxford’s Players, waren zu verschiedenen Zeiten auftretende Theaterkompanien in England. Ihnen war gemein, dass sie jeweils unter der Obhut der Earls of Oxford standen. Der Name „Oxford’s Men“ wurde aber auch schon mal für andere Arten der Unterhaltung unter der Patronage der Earls benutzt. So z. B. Akrobaten, Musiker und Akteure mit Tiernummern. Die herausragendste Truppe war aber jene Theatertruppe aus der Ära Königin Elisabeth I., welche  von Edward de Vere, der 17. Earl of Oxford (1550–1604) das Patronat erhielt. Diese entstanden aus einer früheren Theaterkompanie, welche unter dem Namen Earl of Warwick’s Men in Erscheinung trat.  Die Oxford’s Men hatten ihre Zeit in den Jahren 1580 bis 1587 und wurden vermutlich danach noch einmal zu Ende der 1590er Jahre aktiv, bevor sie 1602 in den Worcester’s Men aufgingen.

## Anfänge

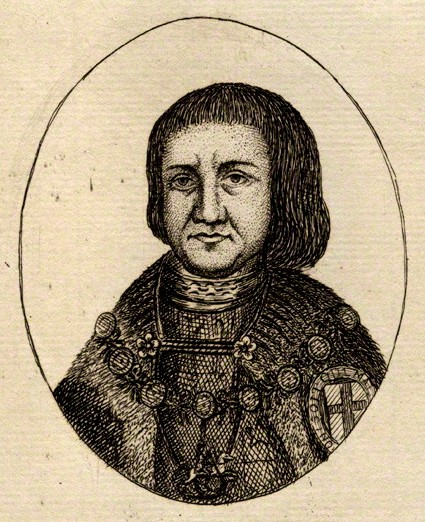
John de Vere, 15. Earl of Oxford. Gravur an seinem Grabmal, National Portrait Gallery (London)

Die früheste Erwähnung der Truppe erfolgte am 29. September 1353, als sie unter dem Namen Earl of Oxford’s Entertainers (Patron war John de Vere, 7. Earl of Oxford (1312–1360)) in Canterbury (Kent) auftraten und dort die Gage von 6 Shillings, 8 Pence ausgezahlt bekamen. Weitere Aufzeichnungen aus den Jahren 1465 bis 1513 bezeugen 57 Vorstellungen mit Tieren, Ménestrel und Akrobaten in der englischen Provinz. Daneben fünf Auftritte zweier Theaterkompanien 1509/1510 in Shrewsbury, welche vom 13. Earl (1442–1513) bezahlt wurden sowie zwei Vorstellungen am Hofe von Heinrich VII. Der 14. Earl (1499–1526) gab seine Patronage Tiernummern und einer Ménestrel-Truppe.
John de Vere, 15. Earl of Oxford (<1490–1540) hielt sich eine eigene Schauspielergruppe und beauftragte in den Jahren 1534 bis 1536 John Bale für sie sechs Theaterstücke zu verfassen. Heinrich VIII. schätzte sie sehr; danach gab 1536 Oxford Bale an Richard Morison ab, um dessen Kampagne gegen den Papst zu unterstützen, indem er anti-katholische propagandistische Theaterstücke verfasste.
John de Vere, 16. Earl of Oxford (1516–1562), unterhielt ebenfalls eine Theatertruppe, welche durch die Provinzen tourte, aber auch in London auftrat. Eine Aufführung in Southwark, welche am 5. Februar 1547 erfolgte, fand zeitgleich mit den Trauerfeierlichkeiten für den eine Woche zuvor verstorbenen König Heinrich VIII. statt; und das obwohl der Earl als einer der zwölf trauernden Edelleute („chief mourners“) eingesetzt war. Es gibt Eintragungen über 25 separate Aufführungen in der englischen Provinz; die Truppe war noch zwei Jahre nach dem Tode ihres Patrons aktiv.

## Höhepunkt

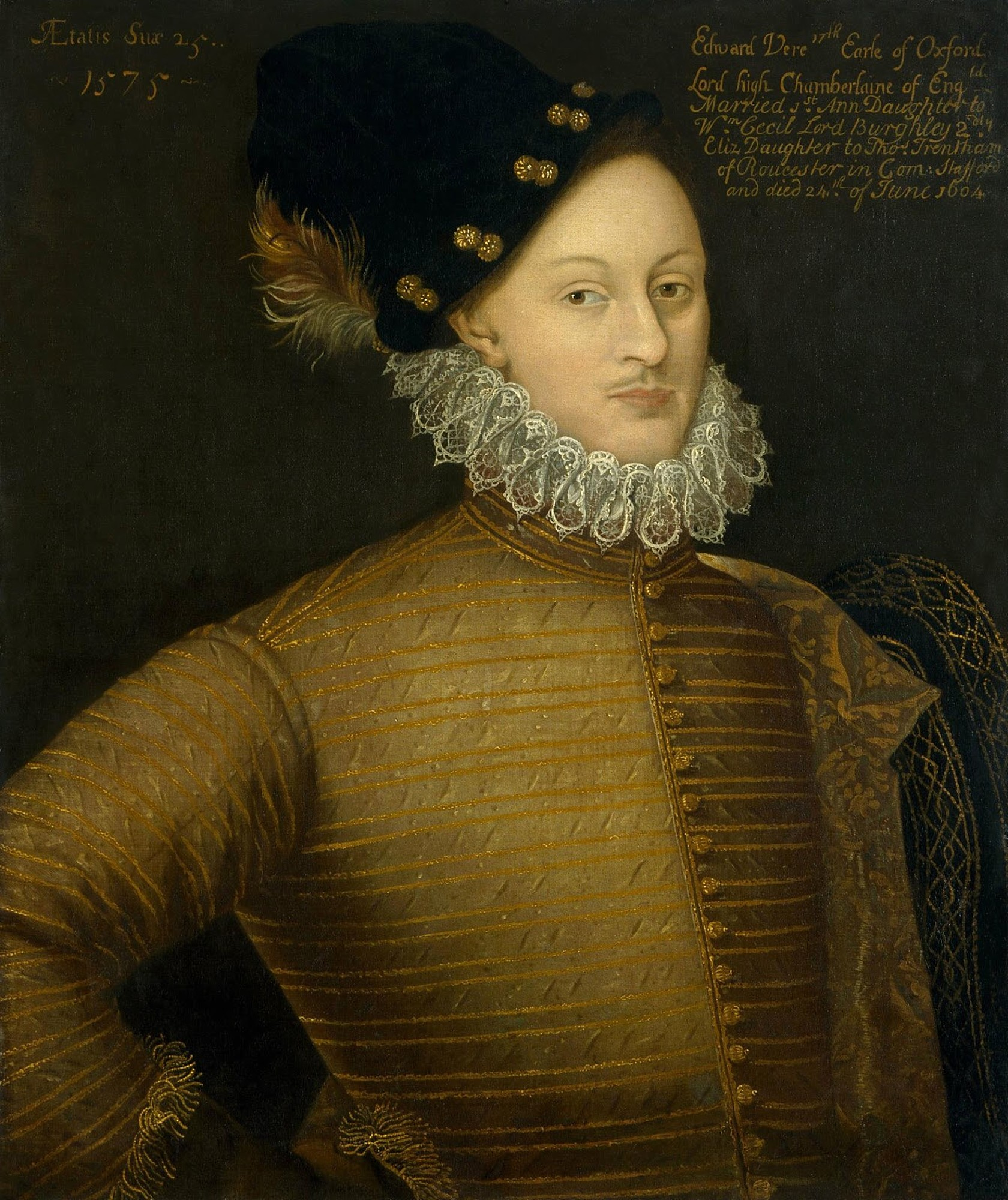
Edward de Vere, the 17. Earl of Oxford, war der Patron verschiedener Theaterkompanien. Künstler unbek. (nach einem verlorenen Original), 1575; National Portrait Gallery (London).

Als die elisabethanischen Armengesetze mit einem Gesetz von 1572 geändert wurden, veränderte sich die Situation von reisenden Schauspielern: Wer keine Patronage durch einen Adligen besaß, konnte als Vagabund eingestuft und mit einer Reihe von Strafen belegt werden. Hingegen waren jedoch diejenigen, die sich eines solchen Schutzes erfreuten, rechtlich sicherer als zuvor.
Edward de Vere, 17. Earl of Oxford (1550–1604), war ein begeisterter und engagierter Unterstützer von Theaterkompanien und selbst auch als Dramatiker bekannt. Er förderte Erwachsenenensembles ebenso wie Boy-Actor-Companies; dadurch ist es schwierig zwischen den Aufzeichnungen ihrer Aufführungen zu unterscheiden. Er unterstützte auch 1584 eine Weihnachtsaufführung am Hofe. Der Akrobat John Symons und seine Truppe traten hier zwischen ihren Verpflichtungen bei den Lord Strange’s Men und den Queen Elizabeth’s Men auf.
Oxfords Theatertruppe erwachsener Schauspieler wurde in den frühen 1580er Jahren aus Mitgliedern der Earl of Warwick’s Men gebildet. Dies geschah zu einer Zeit, als der Adel versuchte mit seinen eigenen Theaterkompanien in einer Art Wettbewerb bei den jeweiligen Feierlichkeiten am königlichen Hofe die Gunst desselben zu erlangen. Die ursprüngliche Besetzung bestand aus den bekannten Brüdern John und Laurence Dutton, Robert Leveson, Thomas Chesson und möglicherweise Jerome Savage und dem Clown Richard Tarlton. Als die Duttonbrüder die Truppe plötzlich verließen, führte dies zu allerlei Klatsch am Hofe. In dieser Zeit erschien ein obszönes Spottgedicht eines unbekannten Autors, eine Tirade von Beschimpfungen in Versform, wie sie heutzutage etwa mit dem „Battle-Rap“ vergleichbar wäre; im Englischen seinerzeit Flyting genannt.
Die Schauspieler der Oxford’s Men wurden recht bald in eine Rauferei mit einigen Studenten des Inns of Court verwickelt, als sie im The Theatre in Shoreditch spielten. Einige Truppenmitglieder wurden daraufhin ins Gefängnis verbracht, waren aber zu Anfang Juni wieder auf freiem Fuß. De Vere erbat von seinem Schwiegervater William Cecil, 1. Baron Burghley und Thomas Radclyffe, 3. Earl of Sussex dem seinerzeitigen Lord Chamberlain of the Household, Empfehlungsschreiben für seine Schauspieler, welche an den Vizekanzler der University of Cambridge gerichtet waren und darum baten dort auftreten zu dürfen. Burghleys Brief datiert vom 9. Juni 1580:

„Where the bearers hereof servauntes to the Right honorable my very good Lord the Erle of Oxford are desierous to repaire to that universitie and there to make shewe of such playes and enterludes as have bene by them heretofore played by them publykely, aswell before the Queens majestie as in the Citie of London, and intend to spend iiij or v. daies there in Cambridg as heretofore they have accustomed to do with other matters and arguments of late yeres, and because they might the rather be permitted so to do without empeachment or lett of yow the vicechauncelor or other the heades of howses, have desired my lettre unto yow in their favor.“

Es gibt keine Aufzeichnungen darüber ob die Oxford’s Players bereits vor 1583 den Hof unterhalten haben, sodass Burghleys Behauptung, sie waren zur Zeit seines Schreibens, also 1580, am Hofe, von Andrew Gurr eine werbende Übertreibung gewertet wird. Allerdings sind die Aufzeichnungen des Hofes nicht wirklich zuverlässig. Wie auch immer, der der Vizekanzler der Universität hatte jeglichen Auftritt verweigert; mit der Begründung, dass man immer noch einen Pestausbruch fürchte und wohl auch ein neuerlicher Beginn anstünde. Er übergab aber der Truppe 20 Shillings für ihre Aufwendungen.

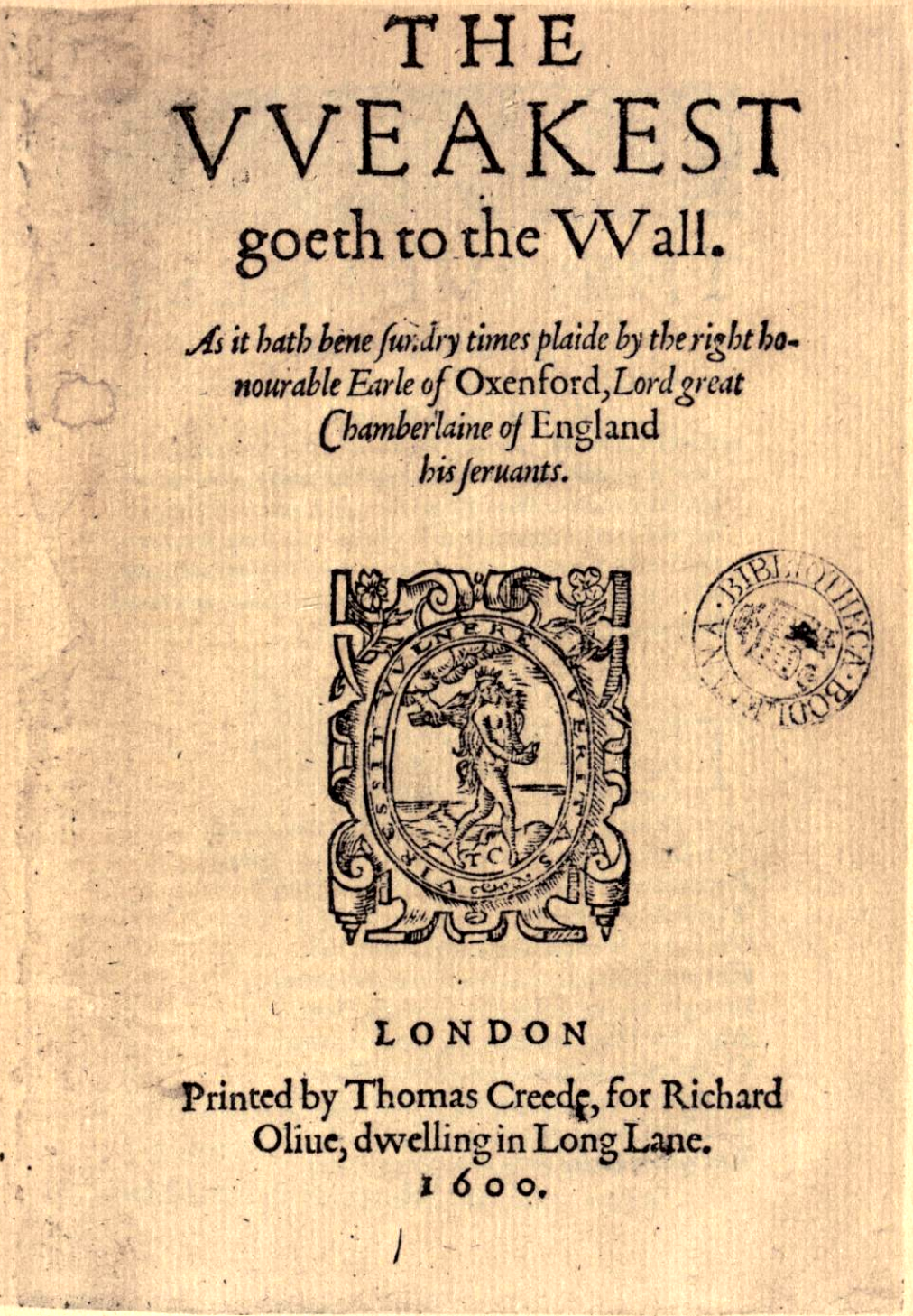
The Weakest Goeth to the Wall (1600), ein Stück, vermutlich von Thomas Dekker in den späten 1590er Jahren, welches sich im Repertoire der Truppe (unter dem 17. Earl of Oxford) befand

Die Truppe sorgte für sich selbst, indem sie reihum regelmäßig durch die Provinzen tourte; von Gloucestershire nach Kent bis hoch nach East Anglia, einschließlich den Städten in den Midlands. Während der Biograf der Oxfords Alan Nelson die Truppe als „eine der vier bedeutendsten Kompanien von London“ bezeichnete, basierend auf einer Erwähnung eines 1587 niedergeschriebenen Briefes, welcher sich über die Bühnenaufführungen negativ ausließ, bemerkte Gurr, ein Experte des Elisabethanischen Theaters, dass kein Beweis existiere, wonach die Truppe noch nach 1580 regelmäßig in der Hauptstadt auftrat. John und Laurence Dutton wurden für die Queen Elizabeth’s Men rekrutiert und verließen die Oxfords 1583.